# Campeonato de Wimbledon 1923
La edición 43.º del Campeonato de Wimbledon se celebró entre el 25 de junio y el 7 de julio de 1923 en las pistas del All England Lawn Tennis and Croquet Club de Wimbledon, Londres, Inglaterra.
El cuadro individual masculino lo iniciaron 128 jugadores mientras que el femenino lo iniciaron 70 tenistas.

## Hechos destacados
En la competición individual masculina se impuso el americano Bill Johnston logrando el único título que obtendría en el torneo al imponerse en la final al americano Frank Hunter.
En la competición individual femenina la victoria fue para la francesa Suzanne Lenglen logrando el quinto título que obtendría en Wimbledon al imponerse a la británica Kitty McKane Godfree.

## Palmarés
| Seniors              | Vencedor                       | Resultado          | Finalista                           | Finalista |
| -------------------- | ------------------------------ | ------------------ | ----------------------------------- | --------- |
| Individual masculino | Bill Johnston                  | 6–0, 6–3, 6–1      | Frank Hunter                        |           |
| Individual femenino  | Suzanne Lenglen                | 6–2, 6–2           | Kitty McKane Godfree                |           |
| Dobles masculino     | Leslie Godfree Randolph Lycett | 6–3, 6–4, 3–6, 6–3 | Manuel de Gomar Eduardo Flaquer     |           |
| Dobles femenino      | Suzanne Lenglen Elizabeth Ryan | 6–3, 6–1           | Joan Austin Evelyn Colyer           |           |
| Dobles mixto         | Elizabeth Ryan Randolph Lycett | 6–4, 7–5           | Dorothy Shepherd Barron Lewis Deane |           |

## Cuadros Finales

### Torneo individual  femenino
| Predecesor: 1922                           | Campeonato de Wimbledon 1923 | Sucesor: 1924                                       |
| Predecesor: Campeonato de Australasia 1923 | Grand Slam 1923              | Sucesor: Campeonato nacional de Estados Unidos 1923 |

- Datos: Q212059